# Phalaenopsis celebensis
Phalaenopsis celebensis H.R.Sweet, 1980 è una pianta della famiglia delle Orchidacee endemica dell'isola di Sulawesi, anticamente denominata Celebes, da cui il nome della specie.

## Descrizione
È un'orchidea di piccola taglia, una vera miniatura, a comportamento epifita, come tutte le specie del genere Phalaenopsis a crescita monopodiale. Presenta un breve stelo che porta foglie di colore verde scuro screziato di grigio argento. La fioritura avviene normalmente nei mesi di luglio e agosto, mediante un'infiorescenza racemosa oppure paniculata che aggetta lateralmente, incurvata o pendente, lunga in media 40 centimetri, ricoperta di brattee e portante molti fiori. Questi sono grandi mediamente 3 centimetri, si aprono in sequenza a partire dalla base dell'infiorescenza e sono di colore bianco sfumato di rosa in petali e sepali; i sepali sono di dimensioni molto maggiori dei petali che si presentano curiosamente incurvati, mentre il labello è trilobato coi lobi laterali rialzati, di colore bianco sfumato di rosa, con macchie giallo-arancioni.

## Distribuzione e habitat
La specie è un endemismo dell'isola indonesiana di Sulawesi.
Cresce epifita sugli alberi di foreste tropicali.

## Coltivazione
Questa pianta è bene coltivata in panieri appesi, su supporto di sughero oppure su felci arboree e richiede in coltura esposizione all'ombra, temendo la luce diretta del sole, e temperature calde nel periodo della fioritura che è consigliabile abbassare nella fase di riposo vegetativo. Richiede irrigazioni per tutto il corso dell'anno.